# Gephyromyza grandis
Gephyromyza grandis är en tvåvingeart som beskrevs av Edwards och Malloch 1933. Gephyromyza grandis ingår i släktet Gephyromyza och familjen myllflugor. Inga underarter finns listade i Catalogue of Life.